# Zhuyin

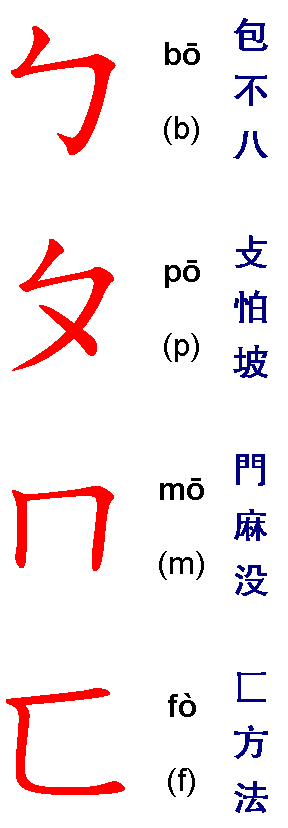
Bopomofo

Zhuyin, também chamado Zhùyīn fúhào (em chinês:  注音符號, transl. Zhùyīn fúhào, pronúncia chinesa: [ʈʂû.ín fǔ.xâu], "símbolos fonéticos"), informalmente chamado Bopomofo (em chinês:  ㄅㄆㄇㄈ, transl. bópómófó, pronúncia chinesa: [pɤ̌.pʰɤ̌ mɤ̌.fɤ̌]) em referência às suas quatro primeiras letras, é um alfabeto chinês, criado em 1913 para transcrever o mandarim em termos fonéticos e usado especialmente na República da China.

## Uso
O sistema foi criado em 1913 e publicado em sua primeira versão em 1918, passando por diversas revisões até ser adotado oficialmente em 1935 pela República da China original, ainda sendo usado largamente na República da China atual (Taiwan). É um sistema fonético compreensivo, constando de 37 caracteres e 4 diacríticos tonais que representam eficientemente todos os sons possíveis no mandarim padrão, tendo-se em vista especialmente, na atualidade, o mandarim taiwanês. No ISO 15924, seu código é "Bopo" e seu número é 285.
Sua principal função é auxiliar no aprendizado da língua chinesa, especialmente a escrita, já que os caracteres usados na escrita chinesa não refletem directamente a sonoridade da palavra. Normalmente, os símbolos fonéticos Bopomofo acompanham os caracteres chineses propriamente ditos (estando escritos à direita de cada caracter, indicando sua pronúncia), especialmente em livros escolares, literatura infantil, dicionários, etc., e também em textos clássicos onde encontram-se com freqüência caracteres arcaicos que são muitas vezes desconhecidos da maioria das pessoas, mesmo as mais letradas. Para as crianças em idade escolar, eles vão sendo gradualmente abandonados conforme o grau escolar avança, sendo então utilizados apenas com as palavras novas que vão sendo introduzidas, com as quais os alunos ainda não tiveram contato.
Existem versões adaptadas para outras variantes do chinês, mais notavelmente para o taiwanês, o hacá (ambos oficializados pela República da China) e para o cantonês. Também existem adaptações reconhecidas pela Unicode para o hmu e o gejia.

## Tabela Zhuyin
Segue abaixo uma lista do sistema zhuyin em sua ordem alfabética, com seu correspondente sistema pinyin e uma indicação geral da pronúncia em português. Note-se que são mostradas indicações aproximadas da pronúncia, já que muitos fonemas chineses são inexistentes na língua portuguesa, fazendo sua representação precisa impossível.

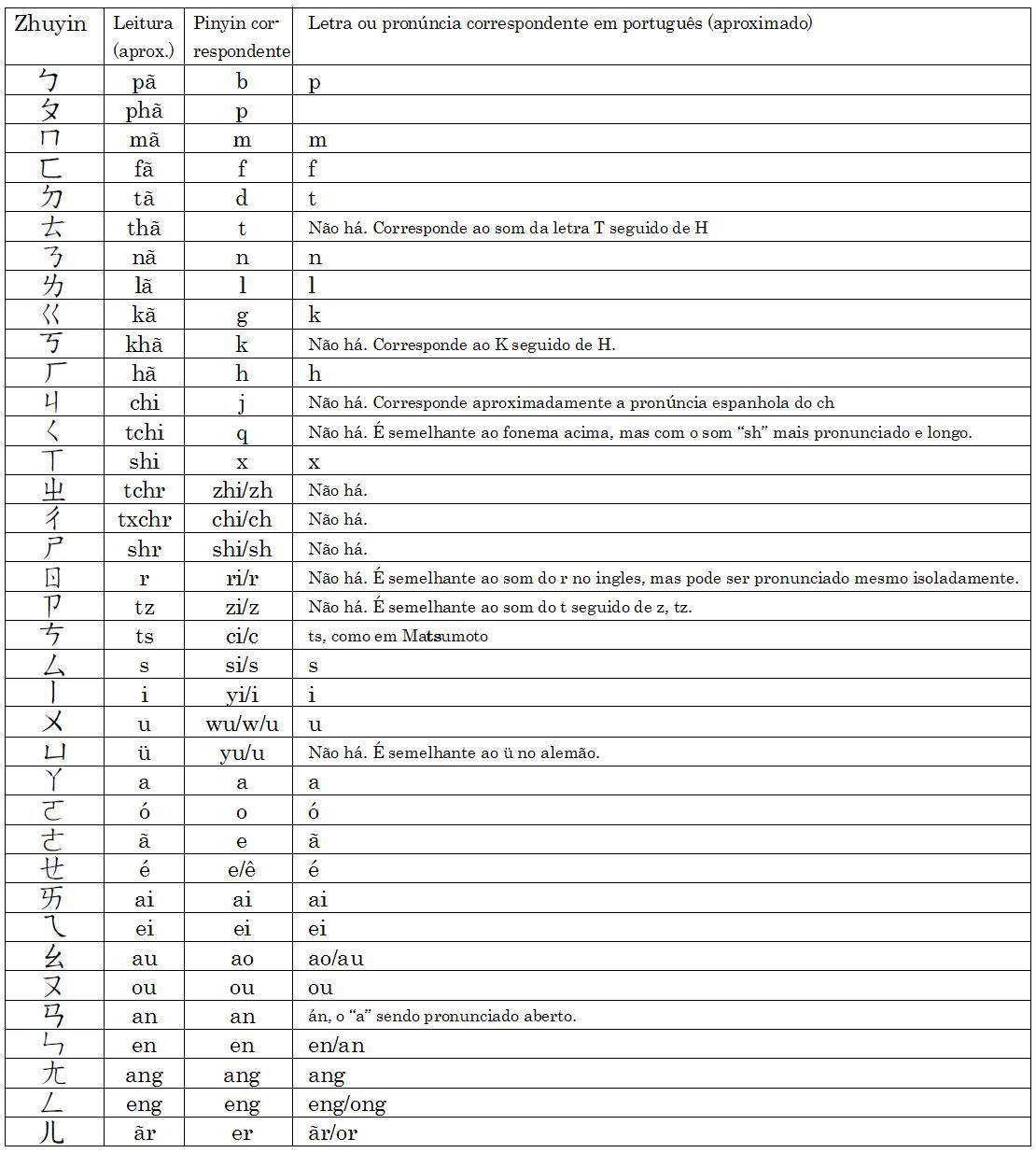

## Escrita

### Ordem dos traços
Zhuyin é escrito utilizando a mesma regra de ordem dos traços dos caracteres chineses. Observe que ㄖ é escrito com três traços, ao contrário do caractere de que é derivado (日, pinyin: rì), com quatro traços. 

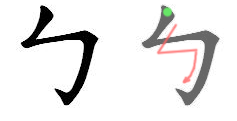
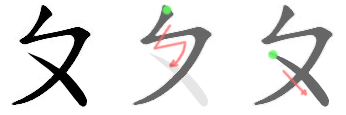
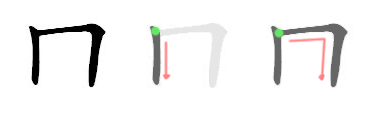
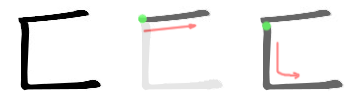
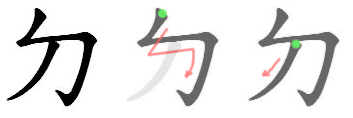
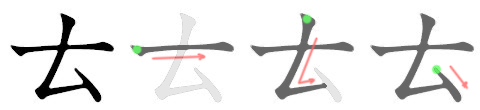
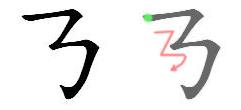
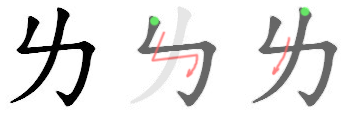
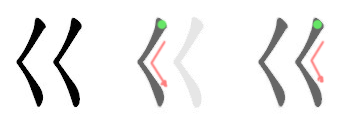
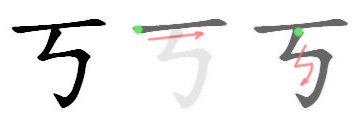
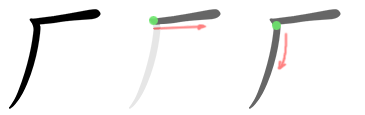
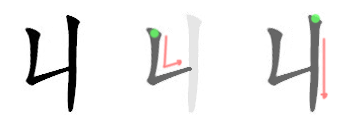
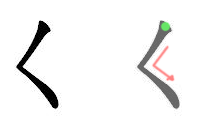
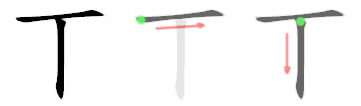
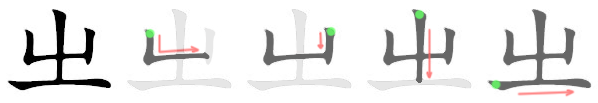
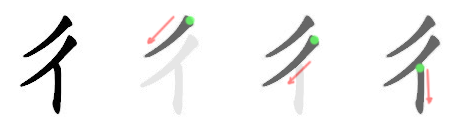
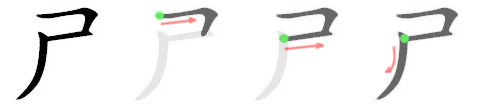
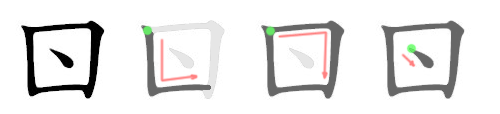
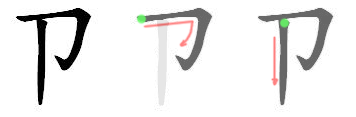
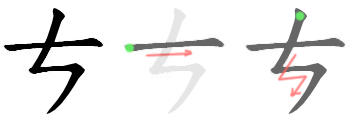
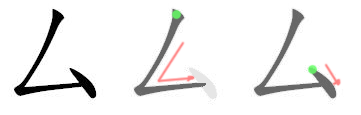
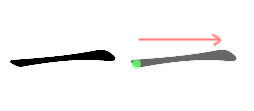
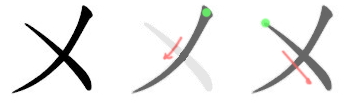
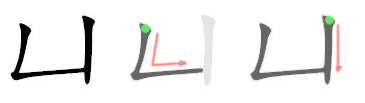
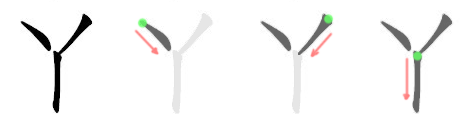
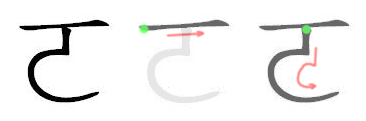
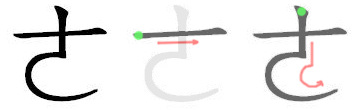
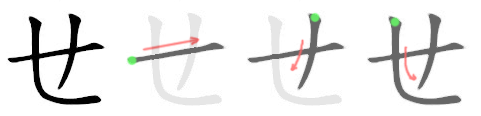
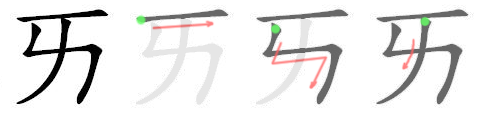
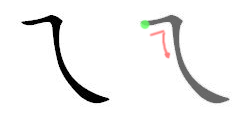
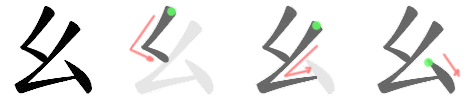
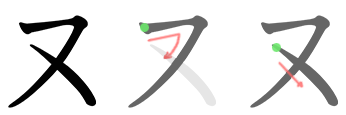
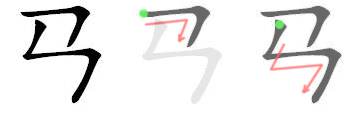
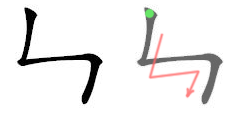
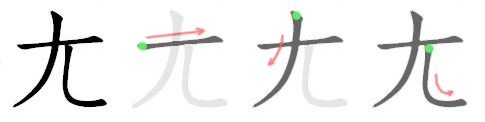
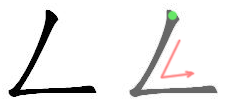
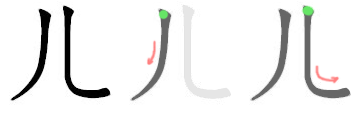

### Marcas tonais
| Tom | Zhuyin | Pinyin |
| --- | ------ | ------ |
| 1   | sem    | ¯      |
| 2   | ˊ      | ˊ      |
| 3   | ˇ      | ˇ      |
| 4   | ˋ      | ˋ      |
| 5   | ˙      | sem    |